# Analoge Signaturanalyse

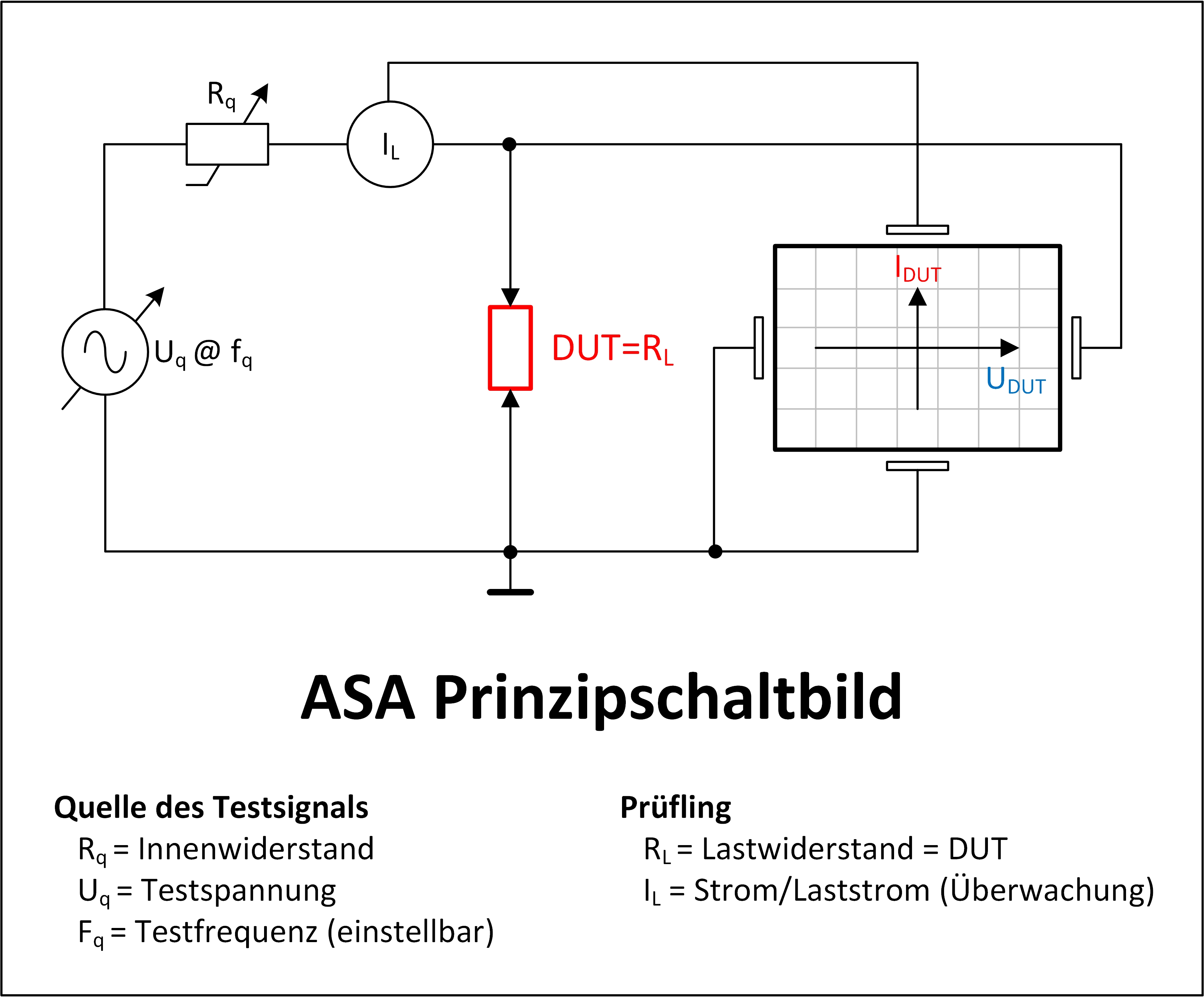
Quelle des Testsignals: Rq = Innenwiderstand; Uq = Testspannung; Fq = Testfrequenz (einstellbar); Prüfling: RL = Lastwiderstand = DUT; IL = Strom/Laststrom (Überwachung)

Bei der analogen Signaturanalyse  (ASA) handelt es sich um ein Testverfahren aus der Elektronikfertigung und Reparatur, das häufig Bestandteil eines ICT-Testsystems ist.
Die Prüfung erfolgt im spannungsfreien Zustand an der fertig bestückten Leiterplatte. Hierbei werden Strom-Spannungs-Kennlinien (Signatur) zwischen zwei Messpunkten auf der Leiterplatte aufgenommen und mit einer Referenzkennlinie verglichen. Damit können defekte (suspekte) Baugruppen erkannt werden, noch bevor eine Inbetriebnahme erfolgt.
Zur Aufnahme der Signatur wird eine Mischspannung, also eine mit Wechselspannung überlagerte Gleichspannung in den Prüfling eingespeist. Zur Vermeidung einer Überlastung kommt noch eine Strombegrenzung hinzu. Frequenz, Spannung, Impedanz und Strombegrenzung lassen sich im Testsystem passend zum Prüfpfad konfigurieren.
Je nach Bauteil ergeben sich dabei verschiedene Kennlinien: Ein Widerstand bildet eine Gerade, bei Kondensatoren zeigt sich eine Ellipse und Dioden haben einen Knick im Kennlinienverlauf. Da mit einem Messpunkt meist mehrere Bauteile verbunden sind, entspricht die tatsächlich gemessene Signatur einer Überlagerung der einzelnen Bauteile-Kennlinien. Über zusätzliche Messpunkte können manche Testsysteme auch Transistoren und andere aktive Bauteile vermessen.